# Пудовка
Пудовка — село в Кривошеинском районе Томской области России. Административный центр Пудовского сельского поселения.

## История
Основано в 1901 году. В 1926 году посёлок Пудовский состоял из 41 хозяйства, основное население — русские. В административном отношении являлся центром Пудовского сельсовета Кривошеинского района Томского округа Сибирского края.

## Население
| 1926 | 2002 | 2010 | 2012 | 2013 | 2014 | 2015 |
| ---- | ---- | ---- | ---- | ---- | ---- | ---- |
| 234  | ↗528 | ↘445 | ↘441 | ↘423 | ↘400 | ↘390 |
| 2021 |      |      |      |      |      |      |
| ↗451 |      |      |      |      |      |      |